# Red Bud (Illinois)
Red Bud est une ville de l'Illinois, dans le comté de Randolph.